# Девета капија
Девета капија (енгл. The Ninth Gate) је француско-шпанско-амерички хорор трилер филм, који је режирао и продуцирао Роман Полански. Филм говори о трговини ретким књигама, када дилер раритетима Дин Корсо (тумачи га Џони Деп) бива унајмљен од стране библиофила Бориса Балкана (тумачи га Френк Ланџела) да провери књигу из 17. века Девет капија краљевства сенки, и он креће на пут. За ту књигу се тврди да ју је написао сам ђаво, а на свету постоје још две копије, у Паризу и Толеду. Девет капија је измишљена књига, али је базирана на Hypnerotomachia Poliphili.
Филм је базиран на књизи из 1993. The Club Dumas коју је написао Артуро Перез-Реверте. Премијера је била у Сан Себастијану 25. августа 1999, месец дана пре 47. Међународног филмског фестивала у Сан Себастијану. Ипак, у Северној Америци, филм није успео на финансијском плану, а и критика га је слабо примила. Филм је имао буџет од 38 милиона долара, а широм света зарадио је 58,4 милиона.
Сниман је у Француској, Португалији и Шпанији током лета 1998. Током снимања Џони Деп је упознао Ванесу Парадис, своју дугогодишњу девојку.

## Радња филма
Девет гравура, направљених, како легенда каже, уз Луциферово учешће, налазе се у три сачувана примерка књиге коју је Аристид Торчија објавио 1666. године под називом Девета капија у царству духова, а које се налазе у библиотекама три приватна колекционара. На гравурама је кодирана загонетка, решавајући коју, можете проћи кроз девет паклених капија и призвати ђавола на Земљу (претпоставља се да ће онај ко је призвао ђавола од њега добити неке супермоћи).
Борис Балкан (Френк Лангела), богати колекционар књига о вештичарењу и демонологији из Сједињених Држава, ангажује стручњака и књижара Дина Корсоа (Џони Деп) да упореди Болканову књигу са још два примерка и утврди аутентичност једног од њих. Током мисије, Корсо се сусреће са мистериозним убиствима власника књига и других.
После неколико неуспешних покушаја на самог Корса, постаје му јасно да се све ово дешава не без интервенције Лијане Телфер (Лена Олин), супруге обешеног антиквара, која је дан раније продала Болкану његов примерак Девете капије. његова смрт. Занимљиво је да низ епизода филма понавља неке од заплета приказаних у гравурама књиге. Дакле, један од цртежа приказује човека обешеног за ногу (XII карта Тарота Велике Аркане - Обешеног човека) - управо у овом облику Корсо проналази свог пријатеља Бернија (Џејмс Русо), који је убијен јер је, на захтев са Корза, сакрио је у својој књижари примерак Девете капије.
Корсо одлази код сатаниста, у чему му помаже безимена зеленоока странкиња (Емануел Сење). Она га спасава у опасним ситуацијама, понекад показујући натприродне способности. Књиговезци, близанци Пабло и Педро Сенис (Хосе Лопез Родеро), кажу Корсоу да је три од девет гравура у свакој књизи нацртао Луцифер. Ово је било његово коауторство и вредност књиге. Да бисте спровели мистични ритуал отварања капија пакла, потребно је да сакупите девет јединствених гравура из три књиге. Болкан добија све гравуре и покушава да изведе церемонију у напуштеном замку. Корсо је ту да га спречи. Ово не успева, али Болкан умире током церемоније, јер се испоставило да је једна од гравура лажна.
Корсо сазнаје да је оригинал нестале гравуре у рукама браће Сенис и добија га са сумњивом лакоћом. Испоставило се да је овде слика вавилонске блуднице, која јаше седмоглаву аждају (змију) у капију замка осветљеног јарким зрацима светлости (са натписом „Сада знам да светлост долази из таме“). У претходним сценама незнанка вози јаркоцрвени Доџ Вајпер, што директно упућује на садржај гравура. Поред тога, блудница са гравуре изгледа као странкиња, а замак је очигледно идентичан оном у којем је Болкан безуспешно покушао да призове ђавола.
Корзо је, против своје воље, прошао кроз свих девет капија пакла. У томе му је помогла вавилонска курва, интимна веза са којом персонификује највеће задовољство за човека. Стога, када Корсо, након интимне везе са Вавилонском курвом, као особа која је доживјела највеће задовољство које може бити, оде до рушевина замка на заласку сунца, зрак сунца излази изнад куле, а врата се отварају испред Корзоа, са којег на њега сипају потоци јарке светлости.

## Улоге
| Глумац        | Улога         |
| ------------- | ------------- |
| Џони Деп      | Дин Корсо     |
| Френк Ланџела | Борис Балкан  |
| Лена Олин     | Лијана Телфер |
| Џејмс Русо    | Берни         |
| Емануел Сење  | Девојка       |
| Ален Гарфилд  | Виткин        |